# 麻績川

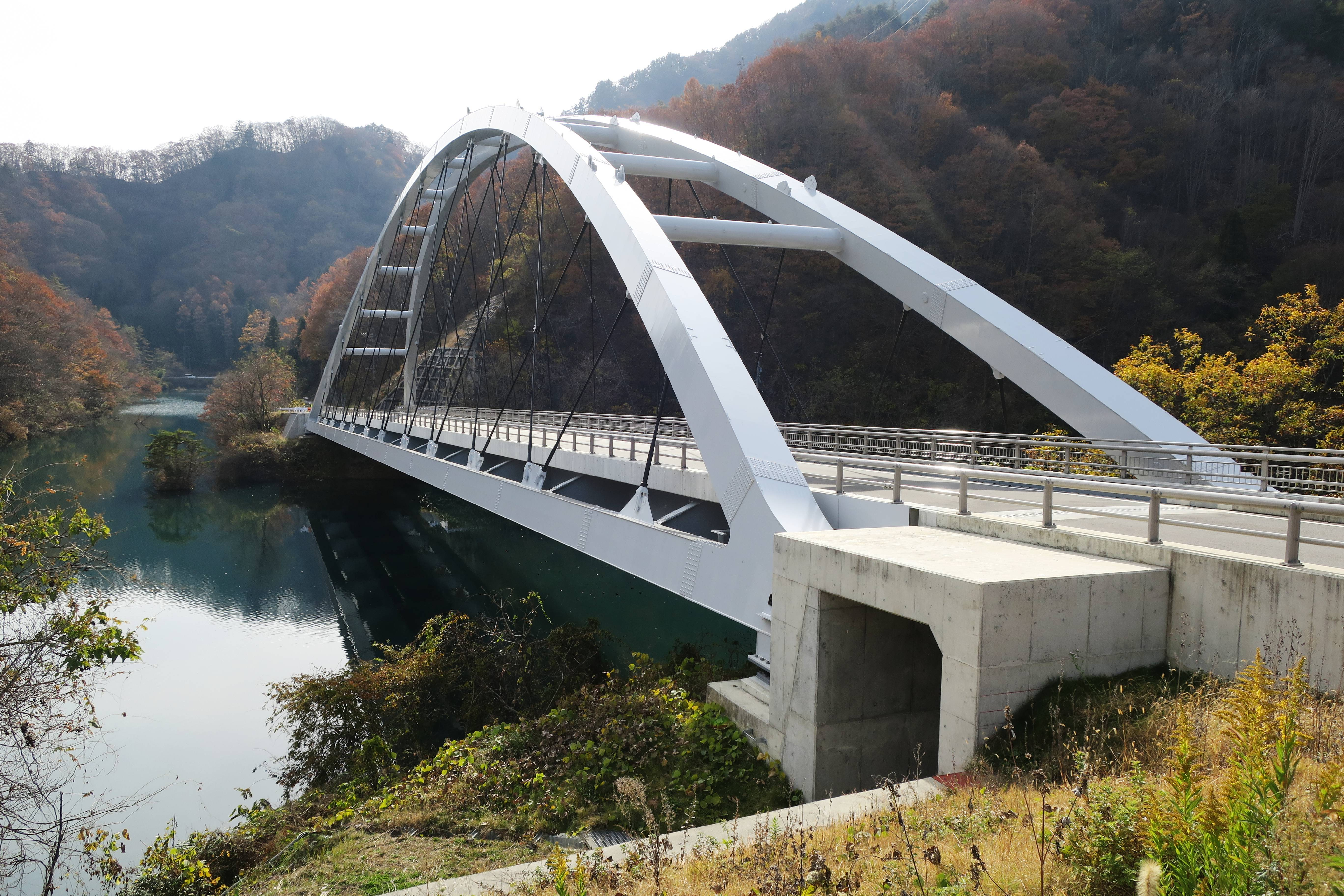
山清路を流れる犀川（手前）。左奥より麻績川が注ぐ。右は長野県道55号大町麻績インター千曲線・山清路大橋。

麻績川（おみがわ）は、長野県東筑摩郡を流れる信濃川水系の一級河川。

## 地理
中信地方と東信地方、北信地方の分水界を成す大林山から西流する永井川を水源とし、筑北村坂井地区で修那羅峠から流れる安坂川と合流し、麻績村内を貫流し、その西方の筑北村坂北地区で青木峠から北西流する東条川と合流、虚空蔵山から北流する別所川を合わせて、生坂山地を横切り、差切峡という深い浸食谷を形成し、生坂村の山清路で犀川に合流する。